# Nanojit
Nanojit est un compilateur à la volée permettant d'accélérer l'exécution de code JavaScript. Issu du projet Tamarin, il est inclus dans Mozilla Firefox où il sert à TraceMonkey, mais aussi dans Adobe Flash.
Nanojit accepte en entrée une représentation haut-niveau de code JavaScript sur laquelle il réalise des optimisations. Il inclut également un assembleur pour transformer cette représentation optimisée et générer du code natif pour l'exécution sur un processeur.